# Ориндж (округ, Нью-Йорк)
Округ Ориндж (англ. Orange County) — округ штата Нью-Йорк, США. Население округа на 2020 год составляло 401310 человек. Округ был создан в 1683 году, в 1798 году его границы последний раз были изменены. Согласно переписи 2010 года, центр населенности штата Нью-Йорк был расположен в округе Ориндж. Административный центр округа — город Гошен.

## История
Округ Ориндж был основан 1 ноября 1683 года. Источник образования округа Ориндж: один из 12 первоначальных округов, сформированных в Нью-Йоркской колонии и названных в честь членов британской королевской семьи. Округ Ориндж был назван в честь принца Оранского, который затем стал королем Вильгельмом III Оранским.

## География
Округ занимает площадь 2173 км2.

## Демография
Согласно переписи населения 2000 года, в округе Ориндж проживало 341371 человек. По оценке Бюро переписи населения США, к 2009 году население увеличилось на 12,4 %, до 383532 человек. Плотность населения составляла 176.5 человек на квадратный километр.